# Thomas Weld
Thomas Weld (Londres, 22 de janeiro de 1773 - Roma, 10 de abril de 1837) foi um cardeal e bispo católico inglês. Ele era o filho mais velho de um rico proprietário de terras de Lulworth em Dorsetshire, um grande benfeitor da Igreja Católica e de Mary Stanley.

## Família
Weld nasceu em Londres em 22 de janeiro de 1773, o filho mais velho dos quinze filhos de Thomas Weld de Lulworth Castle, Dorset, por sua esposa Mary, filha mais velha de Sir John Stanley Massey Stanley de Hooton , que pertencia ao ramo mais velho e católico da família Stanley, agora extinta. Ele foi educado em casa sob o jesuíta Charles Plowden.
Seu pai, Thomas Weld, ex-aluno da escola jesuíta em Bruges, em 1794 doou 30 acres de terra com prédios à Companhia de Jesus para estabelecer o Stonyhurst College. Distinguiu-se em aliviar os infortúnios dos refugiados da Revolução Francesa, e apoiou as Clarissas Inglesas que fugiram de Gravelines, e os Visitandinos; e fundou e manteve um mosteiro trapista em Lulworth. 

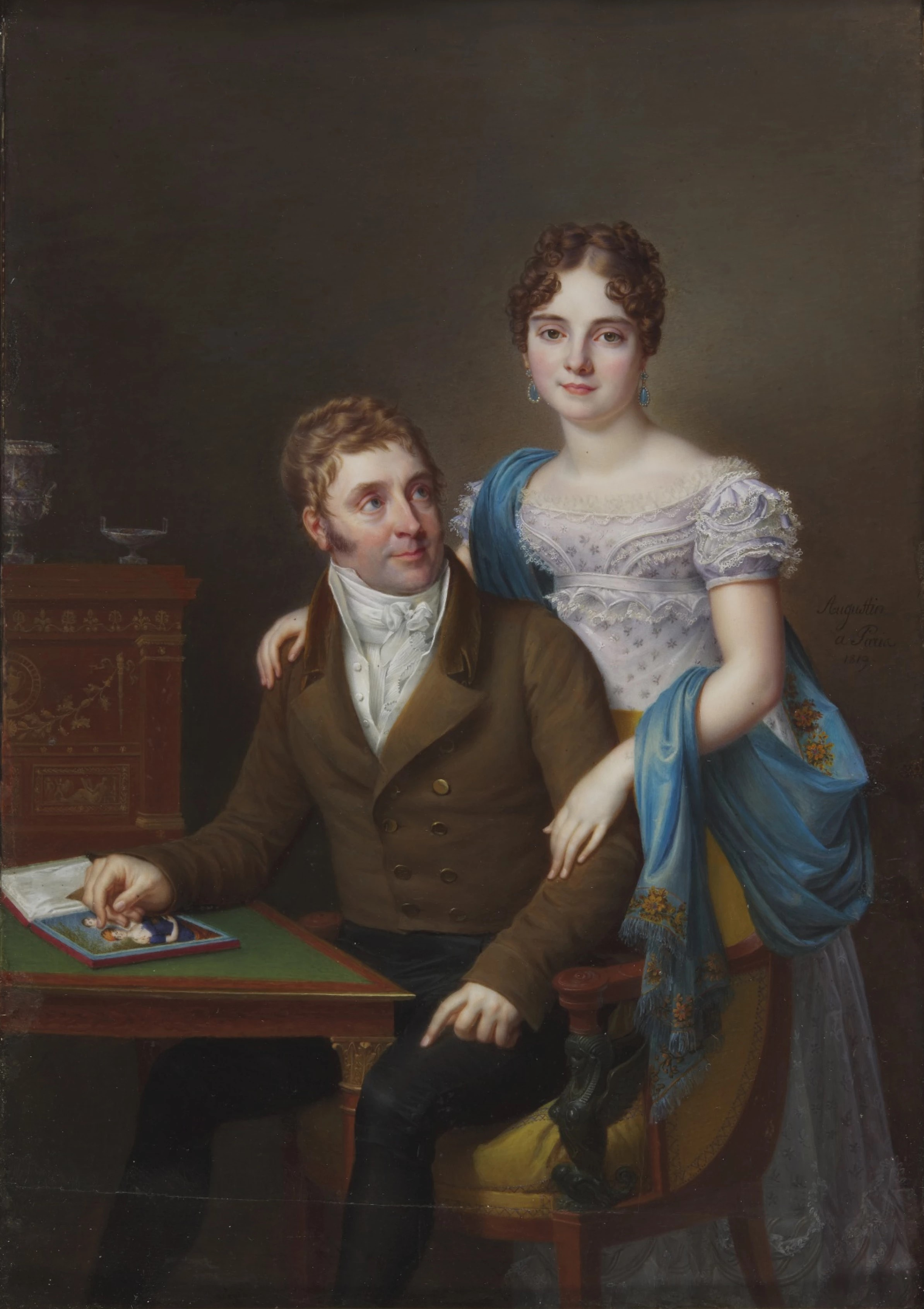
Retrato em miniatura de Thomas Weld e sua filha Mary Lucy, pintado em Paris em 1819 por Jean-Baptiste Jacques Augustin

Seu tio, Edward Weld (c.1740–1775), casou-se com Maria Fitzherbert em julho de 1775, mas morreu apenas três meses depois, após uma queda de seu cavalo. Sua viúva se casou mais tarde com Thomas Fitzherbert em 1778, mas ele morreu em 1781. A viúva Sra Fitzherbert foi apresentada a Jorge, Príncipe de Gales (mais tarde rei Jorge IV) na primavera de 1784, e eles passaram por uma forma de casamento em 15 de dezembro de 1785. O casamento foi considerado inválido sob a Lei de Casamentos Reais de 1772 porque não havia sido aprovado pelo Rei Jorge III e pelo Conselho Privado.  Mais tarde, quando Weld foi instalado como cardeal em Roma, ele persuadiu o Papa Pio VII declarar o casamento de sua tia com Jorge sacramentalmente válido. 
Em 14 de junho de 1796 Weld casou-se, em Ugbrooke, Lucy Bridget, segunda filha de Thomas Clifford de Tixall , quarto filho de Hugh, terceiro Lord Clifford. Seu único filho foi Mary Lucy, nascida em Upwey, perto de Weymouth, em 31 de janeiro de 1799. Sua esposa morreu em Clifton em 1 de junho de 1815. Sua filha se casou com seu primo em segundo grau, Hugh Charles Clifford (depois sétimo Baron Clifford), em 1 de setembro de 1818 . Eles tiveram duas filhas e seis filhos, entre eles, Charles Hugh Clifford, 8º Barão Clifford de Chudleigh, 1819 – 1880, William Clifford , depois Bispo de Clifton de 1857 a 1893 e Sir Henry Hugh Clifford, 1826 – 1883, que foi condecorado com a Cruz Vitória. Em 1857, Henry casou-se com Josephine Anstice (falecido em 1913). O casal teve três filhos e cinco filhas.

## Carreira meteórica na igreja

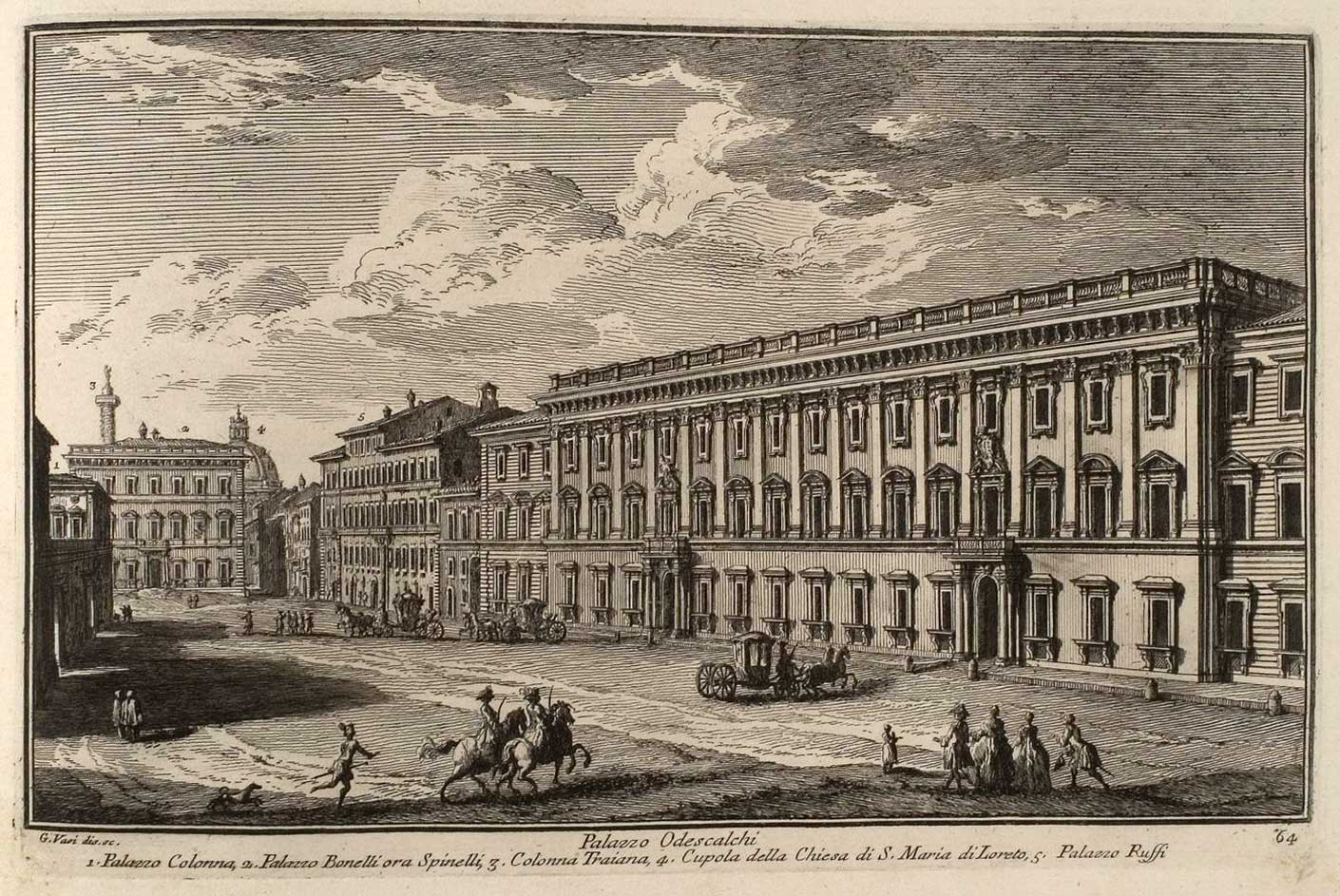
Palazzo Chigi-Odescalchi Roma, de uma gravura

Viúvo e sem mais responsabilidades familiares, Weld encontrou-se em liberdade para seguir uma vocação religiosa e se tornar padre.  Ele renunciou a Lulworth e outras propriedades em favor de seu próximo irmão, Joseph Weld. Colocou-se sob a orientação religiosa de seu velho amigo, o célebre abade Carron. Outro amigo, o arcebispo de Paris, Hyacinthe-Louis de Quélen, ordenou-o sacerdote em Paris em 7 de abril de 1821. Enquanto isso, Weld patrocinava um orfanato em Londres.
Em 20 de junho de 1822 ele começou a ajudar o padre encarregado da missão de Chelsea, e depois de algum tempo foi transferido para Hammersmith. A Santa Sé o nomeou coadjutor de Alexander Macdonell (1762-1840), o bispo de Kingston, Ontário. Em 6 de agosto de 1826, Weld foi elevado à sé titular de Amyclae, uma cidade do Peloponeso, em uma cerimônia realizada no St Edmund's College, Ware, pelo bispo William Poynter .
As circunstâncias familiares atrasaram sua partida para o Canadá. Como sua filha, Mary, estava com a saúde debilitada, ele decidiu acompanhá-la e ao marido até a Itália. Pouco depois de sua chegada a Roma, em 19 de janeiro de 1830, o Cardeal Albani anunciou a Weld que o Papa Pio VIII havia decidido elevá-lo ao Colégio dos Cardeais. A cerimônia aconteceu em 15 de março de 1830, com Weld anexando-se à igreja de São Marcelo, em Roma. 
Sua filha morreu em Palo em 15 de maio de 1831 e foi enterrada em 18 de maio na igreja romana de seu pai. Sua elevação ao Colégio Sagrado provocou garantias de pessoas de alta influência na Inglaterra de que sua nomeação não despertou ciúmes e foi recebida com satisfação geral. Ele passou a residir em um apartamento no imenso Palácio Odescalchi em Roma. Em suas opulentas instalações, recebia periodicamente visitas da aristocracia de Roma, nativa e estrangeira, e de grande número de seus compatriotas.
O cardeal Weld morreu em 10 de abril de 1837.  Seus restos mortais foram depositados na igreja de Santa Maria em Aquiro . A oração fúnebre, proferida por Nicholas Wiseman, foi publicada posteriormente. 
Enquanto isso, seu irmão, Joseph Weld (1777-1863), recebeu a propriedade de Pylewell Park no Solent como presente de casamento de seus pais em seu casamento em 1802 com Charlotte Mary Stourton, filha de Mary Langdale e Charles Stourton, 17º Barão Stourton.  Tendo conseguido a propriedade de Lulworth, Joseph e sua família se mudaram para Lulworth. Lá ele hospedou a família real exilada da França em Lulworth em agosto de 1830, o rei e sua comitiva permaneceram lá por alguns dias, até sua mudança para Palácio de Holyrood. Joseph, um velejador afiado, também foi fundador do Royal Yacht Squadron, com sede na Ilha de Wight.  Ele possuía vários iates , o "Alarm", "Arrow" e "Lulworth", que ele mesmo navegou até muito tarde na vida. Ele se interessou pessoalmente pela construção e navegação de seus navios.